# Rizatriptan
Rizatriptan ist ein selektiver Serotoninagonist aus der Gruppe der Triptane und ist als Arzneistoff zur Behandlung von Migränekopfschmerzen zugelassen. Die Zulassung erfolgte 1998 in den USA durch die FDA und im selben Jahr auch in Deutschland durch das Bundesinstitut für Arzneimittel und Medizinprodukte. Rizatriptan ist verschreibungspflichtig.

## Pharmakologie

### Pharmakodynamik
Rizatriptan ist wie die anderen zugelassenen Triptane ein sogenannter Serotoninagonist. Es wirkt agonistisch an den 5-HT1B-Rezeptoren. Dies hat eine Vasokonstriktion (Verengung) der intrakraniellen Blutgefäße zur Folge. Als zusätzliche Wirkmechanismen werden eine über die 5-HT1D-Rezeptoren vermittelte Inhibition (Hemmung) der Ausschüttung von vasoaktiven Neuropeptiden sowie der zentralen Schmerzleitung im Hirnstamm postuliert.

### Pharmakokinetik
Die Resorption von Rizatriptan verläuft vergleichsweise schnell (Zeitpunkt der maximalen Plasmakonzentration Tmax ca. 50 Minuten), wodurch eine hohe Bioverfügbarkeit von ca. 45 Prozent und eine Halbwertszeit von zwei bis drei Stunden erreicht wird. Bei peroraler Applikation von 10 Milligramm erfolgt der Wirkeintritt bereits nach 30 Minuten.

## Dosierung und Anwendung
Rizatriptan wird in Dosen von fünf und zehn Milligramm in Form von Tabletten und Sublingualtabletten angewendet. In beiden Arzneiformen ist es dabei in Form seines Benzoesäure-Salzes enthalten (7,265 bzw. 14,53 Milligramm Rizatriptan-benzoat). Die Standarddosierung liegt bei zehn Milligramm, eine Dosis von fünf Milligramm sollte bei eingeschränkter Leber- oder Nierenfunktion angewendet werden.
Es wirkt im Allgemeinen nicht vorbeugend, sondern ist bei den ersten Anzeichen von Migräne-Kopfschmerzen einzunehmen. In der Regel ist eine Einzeldosis ausreichend, bei ungenügender Wirkung kann nach zwei Stunden eine zweite Applikation erfolgen. Die Gesamttagesdosis sollte 20 Milligramm nicht überschreiten. Bei circa einem Drittel der Patienten kommt es nach der ersten Einnahme zu einem erneuten Auftreten von Kopfschmerzen, so dass eine zweite Applikation notwendig ist. Etwa 10 bis 20 Prozent der Patienten sprechen auf eine Behandlung mit Rizatriptan nicht an.
Rizatriptan gilt wie alle Triptane als Mittel der Wahl für die Akutbehandlung von mittelschweren und schweren Migränekopfschmerzen, aufgrund seines Risikoprofils und der Kosten jedoch nur als Mittel der Reserve bei der Langzeitbehandlung. Durch eine häufige Anwendung kann außerdem die Frequenz der Migräneattacken bis hin zu Medikamenten-induziertem Dauerkopfschmerz steigen.

## Nebenwirkungen
Rizatriptan wird im Allgemeinen als gut verträglich bezeichnet. Zu den häufigsten unerwünschten Wirkungen gehören Hitzewallungen, Mundtrockenheit und Durst, vorübergehende Muskelschwäche, Schwindel, Übelkeit, Schwächeanfälle und Müdigkeit, des Weiteren Herzklopfen, Tachykardie und Atemnot. Als lebensbedrohliche, aber seltene Nebenwirkungen sind Herzinfarkt-Provokation sowie die Induktion von schweren Herzrhythmusstörungen bekannt.
Aufgrund der möglichen Nebenwirkungen sollten Autofahren sowie andere potentiell gefährliche Tätigkeiten nach der Einnahme vermieden werden.

## Risikogruppen und Kontraindikationen
Mögliche Kontraindikationen, bei denen die Anwendung von Rizatriptan nur unter besonderer Vorsicht erfolgen sollte, betreffen das Vorliegen von Bluthochdruck, Diabetes mellitus, peripherer Gefäßkrankheit und leichten bis moderaten Einschränkungen der Leber- oder Nierenfunktion. Zu den Personengruppen, bei denen die Anwendung mit erhöhten Risiken verbunden ist, gehören des Weiteren Frauen nach der Menopause und Raucher.
Beim Vorliegen von Herzerkrankungen sollte Rizatriptan wegen des Risikos von ischämischen Zuständen und Vasospasmen nicht eingesetzt werden. Nicht angewendet werden sollte es darüber hinaus bei Angina Pectoris, bei Patienten mit vorherigen Herz- und Schlaganfällen, bei schweren Einschränkungen der Leber- und Nierenfunktion sowie bei zwei Sonderformen der Migräne, der Familiären Hemiplegischen Migräne (FHM) und der Basilarmigräne.
Mangels klinischen Erfahrungen wird darüber hinaus von der Anwendung bei Kindern und Heranwachsenden unter 18 Jahren und bei Erwachsenen über 65 Jahren, bei Schwangeren und bei Müttern während der Stillzeit abgeraten.

## Wechselwirkungen
Eine kombinierte Einnahme mit anderen Triptanen ist wegen der verstärkten Wirkung über den gleichen Wirkmechanismus und des daraus resultierenden erhöhten Risikos von Nebenwirkungen unbedingt zu vermeiden, ebenso die Kombination mit Ergotamin-Derivaten aufgrund eines erhöhten Vasospasmus-Risikos. Die Kombination mit Migränemitteln aus anderen Substanzklassen sollte mit dem behandelnden Arzt abgestimmt werden.
Die amerikanische Gesundheitsbehörde FDA warnt vor einer potenziell lebensbedrohlichen Wechselwirkung des Serotoninsyndroms, also einer Anhäufung von zu viel Serotonin im Nervensystem, bei gleichzeitiger Einnahme eines Triptans und eines Antidepressivums aus der Gruppe der selektiven Serotonin-Wiederaufnahmehemmer (SSRI) oder der selektiven Serotonin- und Noradrenalin-Wiederaufnahmehemmer (SNRI). Symptome des Serotonin-Syndroms können Ruhelosigkeit, Halluzinationen, Verlust der Koordination, schneller Herzschlag, Blutdruckschwankungen, erhöhte Körpertemperatur, gesteigerte Reflexe, Übelkeit, Erbrechen und Durchfall einschließen.